# Friedrich Sueß
Friedrich Sueß, též Friedrich Suess (8. června 1833 Londýn – 6. listopadu 1907 Vídeň), byl rakouský podnikatel a politik německé národnosti, v 2. polovině 19. století poslanec Říšské rady.

## Biografie
Působil v Sechshausu jako podnikatel v kožedělném průmyslu. V roce 1834 se přestěhoval do Prahy a roku 1844 do Sechshausu ve Vídni. Po dokončení školy a absolvování studijních pobytů ve Francii, Belgii a Švýcarsku nastoupil do otcova podniku. V 60. letech firma produkovala široký sortiment oděvů. V 70. letech začal dodávat i pro armádu. Podílel se na zřízení chemické odborné školy. V letech 1869–1901 byl členem vídeňské obchodní a živnostenské komory. Zastával i funkci viceprezidenta dolnorakouské živnostenské jednoty.
Byl veřejně a politicky aktivní. Zasedal jako poslanec Dolnorakouského zemského sněmu, kam nastoupil roku 1871 za kurii venkovských obcí, obvod Sechshaus. Členem sněmu zůstal až do roku 1877. Chtěl kandidovat i v zemských volbách v roce 1878, ale v obchodní a živnostenské komoře nezískal podporu.
Byl také poslancem Říšské rady (celostátního parlamentu Předlitavska), kam nastoupil v prvních přímých volbách roku 1873 za kurii venkovských obcí v Dolních Rakousích, obvod Sechshaus atd. Ve volbách roku 1879 i volbách roku 1885 zde mandát obhájil. V roce 1873 se uvádí jako Friedrich Sueß, továrník v kožedělném průmyslu, bytem Sechshaus.
V roce 1873 do parlamentu nastupoval za blok německých ústavověrných liberálů (tzv. Ústavní strana, centralisticky a provídeňsky orientovaná), v jehož rámci představoval staroněmecké křídlo. V roce 1878 je uváděn jako člen staroněmeckého poslaneckého Klubu levice. Jako ústavověrný poslanec se uvádí i po volbách roku 1879. Rovněž v říjnu 1879 se zmiňuje coby člen staroněmeckého (staroliberálního) Klubu liberálů (Club der Liberalen). Od roku 1881 byl členem klubu Sjednocené levice, do kterého se spojilo několik ústavověrných (liberálně a centralisticky orientovaných) politických proudů. Za tento klub uspěl i ve volbách roku 1885. Po rozpadu Sjednocené levice přešel do frakce Německorakouský klub. V roce 1890 se uvádí jako poslanec obnoveného klubu německých liberálů, nyní oficiálně nazývaného Sjednocená německá levice.
Díky jeho iniciativě došlo v roce 1874 k založení výzkumného a školícího institutu pro kožedělný průmysl a odborné školy.
Byl činný ve vedení Rakousko-uherské banky, kde v letech 1886–1907 působil jako tajný rada. V roce 1878 se stal ředitelem Rakouské národní banky. V roce 1897 se stáhl z podnikání a věnoval se dobročinným aktivitám. V roce 1867 získal Řád Františka Josefa, roku 1873 Řád železné koruny.
Zemřel v listopadu 1907.
Jeho bratr Eduard Suess byl rovněž aktivní v politice.